# Sainte-Agnès (Giura)
Sainte-Agnès è una frazione del comune di Val-Sonnette, nel dipartimento del Giura nella regione della Borgogna-Franca Contea. In precedenza comune autonomo, il 1º gennaio 2025 è confluito nel nuovo comune di Val-Sonnette, costituito nel 2017 dagli ex comuni di Bonnaud, Grusse, Vercia e Vincelles.

## Società

### Evoluzione demografica
Abitanti censiti